# العليا (ضرما)
مركز العليا هو مركزٌ إداري تابعٌ لمحافظة ضرما في منطقة الرياض ، وتصنف من فئة (ب) ورمزها 1383.